# Francis Melville-Lynch
Pour les articles homonymes, voir Melville et Lynch.
 (janvier 2022).
Améliorez-le ou discutez des points à vérifier. 
Francis Melville-Lynch, né le 26 avril 1917 à Bayonne où il est mort le 30 septembre 1989, est un aviateur français, acteur de la guerre 39-45. Né d'une famille originaire de Galway (Irlande), il devient le pilote exclusif de l'unique Forteresse volante de l'armée de l'air française, offerte par le général Eisenhower au général Kœnig qui la baptisera Bir Hakeim en mémoire de la bataille éponyme, et avec laquelle il devient le premier pilote militaire à effectuer le tour du monde en avion en 1945,. De retour dans la vie civile, il contribue au renouveau de l'aviation légère au Pays basque, où il développe le club de vol à voile d'Itxassou.

## Origines familiales et exode
Les ancêtres de Francis, Paul, Melville-Lynch sont originaires de Galway (Irlande).
À la suite de la grande famine qui toucha l'Irlande entre 1845 et 1852, il est difficile de suivre les « Lynch » au cours de ces épreuves, mais ils disparaissent de toutes instances officielles de Galway à la fin du XVIIe siècle jusqu'au début du XIXe siècle. Il s'ensuit un exode au-delà des mers vers la colonisation d'Antigua, petite île de la Caraïbe.
Il s'avère qu'en 1894, son grand-père Edward Melville-Lynch et son épouse Marie, d'origine du Sud-Ouest, s'installent avec leurs enfants, dont son père Arthur Lynch, dans une maison située à Bayonne, qu'ils baptisent « Antigua ». Cette grande maison familiale devient alors le refuge et point d'ancrage de la branche Lynch du Pays Basque.

## Enfance et éducation
Le père de Francis Melville-Lynch, Arthur Lynch est violoniste, chef d'orchestre et chef de chœurs. Il épouse une pianiste de la Société Bayonnaise Marie-Claire Anatol. Francis naît en 1917. Son parrain est l'ami intime de son père : le poète Francis Jammes, qui lui donne son prénom.

## Vie personnelle
Il rencontre pendant une mission en Indochine, Michèle, infirmière en mission humanitaire qu'il épouse à Saïgon. Ils donnent naissance à six enfants. Au gré de leurs déplacements professionnels et missions, ils s'installent plusieurs années à Dakar (Sénégal) où les deux aînés de leurs enfants naissent, puis deux à Pau, les deux derniers à Bayonne.
Francis se désigne aviateur avant d'être militaire malgré ses participations et missions pendant la Seconde Guerre mondiale.

## Parcours professionnel
Après des études au Lycée de Bayonne, Francis s'engage dans l'armée de l'air. Par le jeu des contrats, c'est à l'école civile de pilote Audon de Royan qu'il passe son brevet de pilote no 25018, le 26 mars 1936.

## Biographie
Né à Bayonne le 26 avril 1917, Francis, Paul, Melville-Lynch, y effectue toute sa scolarité.
Très attiré par l'aviation, il s'engage dans l'Armée de l'air à sa sortie du lycée en 1936. Il obtient son brevet de pilote le 26 mars 1936 à Royan. Il est alors versé à la 4e escadrille de reconnaissance de la 36e escadre puis à l'E.A.A 301 (Entrepôt de l'Armée de l'air) en mai 1939. Il est lors de la déclaration de guerre, le pilote militaire avec le plus grand nombre de type d'appareils à son actif: son carnet de vol porte à cette date les références de cent dix huit machines différentes, allant du minuscule appareil de club au bombardier lourd. Sa polyvalence le désigne pour convoyer des appareils pendant la campagne de France.

## Carrière militaire et missions
Le 25 juin 1940, à 10 heures du matin, alors qu'il n'y a plus espoir de continuer la lutte, le sergent-chef Melville-Lynch, pilote du « LEO 45 no 320 », accompagné d'un navigateur, des deux mécaniciens de l'avion et de trois passagers, décolle du terrain de « Pontlong » à Pau, dans des conditions presque tragiques. C'est d'ailleurs le seul avion qui s'envole ce jour-là. Il arrive à Oran (Algérie) à 12h15 et est immédiatement mis aux arrêts de rigueur par le commandant du terrain.
Évadé d'Oran par ses propres moyens, ce qui lui vaut une condamnation à mort en date du 28 juillet 1941 par le Tribunal Militaire de Clermont-Ferrand pour désertion, il part pour le Maroc, avec le sous-lieutenant Goychman, où il est affecté à une section de convoyage. En fin juillet 1940, il part en avion « Glenn-Martin » et atterrit à Gibraltar bien que la piste ne fasse que 600 mètres de long. Il repart pour l'Angleterre, 15 jours plus tard, en emmenant avec lui un passager le capitaine Pijeaud qui allait devenir le premier commandant en chef des F.A.F.L (Forces aériennes françaises libres) en Afrique du Nord. Ils rejoignent l'Angleterre à Saint-Éval (Cornouailles, Angleterre) pour retrouver les F.A.F.L du général de Gaulle le 29 juillet 1940.
Ayant le plus grand désir de participer le plus tôt possible à la guerre, comme il ne peut le faire en Angleterre, il part pour le Moyen-Orient où il est stationné pour de nombreuses missions de lancement de tracts en Abyssinie.
Sur la demande du colonel Palewski, Haut commissaire en Extrême-Orient, la Royal Air Force accepte de le détacher comme son pilote. Il est affecté au 8e escadron à Aden pour combattre les italiens en Abyssinie. Cette décision lui vaut sa condamnation à mort par la Cour de Riom en 1943. Versé dans la Royal Air Force, il accomplit avec l’escadron de bombardement no 8, un tour d'opération au Moyen-Orient à partir d'avril 1941.

## Pilote des Forces aériennes françaises libres (F.A.F.L)
Récupéré par les Forces aériennes françaises libres, il participe avec Lionel de Marmier (pilote) à la création du réseau aérien du Moyen-Orient.
A ce titre, il devient en janvier 1942 le pilote de Gaston Palewski (diplomate et homme politique français).
Muté sur sa demande en Grande-Bretagne, il effectue des missions de bombardement comme pilote de bombardier moyen  Boston au Groupe Lorraine. Il y fait la connaissance d'un basco-belge : le commandant Michel Fourquet dit « Gorri » - le Rouge – et accumule les missions avec deux navigateurs bien particuliers : Pierre Mendès France et Romain Gary. L'écrivain évoque ses vols avec Francis dans La Promesse de l'aube paru en 1960.
Il est très gravement accidenté au retour d'un raid lors d'un bombardement de rampes de bombardement V1 sur le territoire français, le 23 décembre 1943. Son avion est touché par un tir de DCA (Défense contre l'aviation), il réussit à regagner l'Angleterre sur un moteur et finit par se crasher dans un champ. Deux de ses membres d'équipage y perdent la vie ; Francis, le pilote, met près d'un an à se rétablir.
À la libération de Paris en août 1944, il fait partie de l'entourage des Généraux Kœnig et Leclerc.

## Pilote forteresse volante et tour du monde
En août 1944, il est choisi par le colonel Corniglion-Molinier pour devenir le pilote exclusif de l'unique forteresse volante de l'Armée de l'air, cadeau du général Eisenhower au chef de la 1re D.F.L., mise au service du général Kœnig, commandant l'ensemble des Forces Militaires Françaises stationnées en Angleterre. À ce titre, il en reste le pilote pendant cinq années. À bord de ce quadrimoteur B17, baptisé « Bir Hakheim »,, converti en transport de hautes personnalités (VIP), il transporte en Inde en septembre 1945 l'amiral Thierry d'Argenlieu, envoyé par De Gaulle reprendre le contrôle de l'Indochine française, puis rentre en France via les États-Unis. Il devient ainsi le premier pilote militaire français à effectuer le tour du monde en avion en 133,30 heures de vol. Cet exploit a un retentissement considérable,.
Il obtient le grade de lieutenant en 1949. Il est muté en Allemagne avec « sa » forteresse, Francis Melville-Lynch transporte jusqu'en octobre 1950 de hautes personnalités politiques et militaires du moment. Puis il se rend en Indochine où il effectue de nombreuses missions de transport dans des conditions très difficiles et pilote le maréchal de Lattre de Tassigny. En 1954, il est désigné par le S.D.E.C.E (Service de documentation extérieure et de contre-espionnage) comme pilote du projet de parachutage d'agents secrets en Chine et en Union soviétique. À ce titre, il retrouve son avion préféré. Cette opération est annulée à la suite du décès du maréchal de Lattre de Tassigny.

## Après-guerre
Francis Melville-Lynch poursuit alors sa carrière en Afrique où il vole beaucoup sur bimoteur MD-312. Puis il revient en métropole où il devient officier de liaison du Service d'exploitation de la formation aéronautique. Très attaché à sa région natale, il obtient d'être affecté en Aquitaine. Il est en 1970 l'un des deux responsables de la renaissance de l'aviation légère au Pays basque, après la faillite des « Ailes Basques ». 
Il relance le vol à voile sur le terrain d'Itxassou et en fait l'un des clubs des plus actifs d'Aquitaine. Sous sa direction, plus de trois cents jeunes sont initiés au pilotage de planeur et brevetés en l'espace de onze années. Le terrain est rééquipé avec de nouvelles pistes et une route d'accès goudronnée. Le club se constitue alors d'un parc de dix machines et un remorqueur, effectuant une moyenne de mille heures de vol par an.
Il est à l'origine de la création de la stèle commémorative, présente sur le terrain d'Itxassou, en hommage au lieutenant Robert Iribarne, champion de pelote, décédé lors d'une mission au sein du groupe Normandie-Niemen basé en Russie. En se retirant en 1981, il en est fait à l'unanimité président d'honneur à vie. Il meurt le 30 septembre 1989 à Bayonne.